# Olga Patricia Sosa Ruiz
Olga Patricia Sosa Ruiz (Tampico, Tamaulipas; 22 de septiembre de 1974) es una política mexicana del partido Movimiento Regeneración Nacional.Se ha desempeñado como diputada local por la LXII Legislatura del Congreso del Estado de Tamaulipas. Fue diputada federal durante la LXIV Legislatura de la Cámara de Diputados y candidata a la Presidencia municipal de Tampico por la coalición Juntos Hacemos Historia.

## Biografía
Olga Patricia Sosa Ruiz se desempeña como diputada federal con licencia por la LXIV Legislatura de la Cámara de Diputados por el Distrito 8 de Tamaulipas, tras ganar el distrito en las elecciones federales de 2018 por la coalición Juntos Haremos Historia. Este cargo ya lo había ocupado durante la LXI Legislatura (2009-2012), pero siendo suplente de José Francisco Rábago Castillo, ambos por el PRI (sin haber hecho una toma de protestas).
También ha ocupado el cargo de diputada local por la LXII Legislatura del Congreso del Estado de Tamaulipas (2013-2016) por la Coalición Todos Somos Tamaulipas (por el PRI y el Partido Verde) y por el distrito local XXII, tras haber ganado en las elecciones estatales de 2013.
Durante su cargo de diputada federal (2018-2021), hizo un total de 82 iniciativas presentadas de los cuales 15 han sido aprobadas, siendo su trabajo de lo más destacado entre los representantes populares que ha tenido el Estado de Tamaulipas.
En marzo de 2021, Olga Sosa pide licencia, para ocuparse de otros asuntos en su ciudad natal (Tampico) y más tarde su suplente Alba Silvia García Paredes hace una toma de protesta para ocupar su cargo en su ausencia.
En abril de 2021 es registrada como candidata por la coalición Juntos Hacemos Historia en Tamaulipas(por el MORENA y PT) para buscar la Presidencia municipal de Tampico en las elecciones estatales del mismo año.